# Juan de Guzmán
Juan de Guzmán Itztolinqui (... – 1569) fu un tlatoani dell'altepetl di Coyoacan, nella Valle del Messico, dopo la conquista spagnola (1526–1569).

## Biografia
Il padre di Juan de Guzmán era Quauhpopocatzin, precedente re di Coyoacan, e la madre era figlia di Huitzilatzin, re di Huitzilopochco. Si trattava quindi di un pronipote di Huitzilíhuitl, secondo re azteco di Tenochtitlán. Fu nominato tlatoani da Hernán Cortés nel 1526, dopo la morte del fratello maggiore Hernando Cetochtzin nel 1525, durante la spedizione di Cortés in Guatemala.
Don Juan sposò una nipote di Carlos Ometochtzin, signore di Texcoco arso vivo nel 1539 a causa della continua pratica della religione azteca.
Dopo la morte fu sostituito dal figlio Juan de Guzmán il Giovane.